# Otto Danielsen
Otto Gunnar Danielsen (ur. 4 lutego 1911 w Kopenhadze, zm. 13 marca 1958) – duński żeglarz, olimpijczyk.
Na regatach rozegranych podczas Letnich Igrzysk Olimpijskich 1936 wystąpił w klasie 8 metrów zajmując 8 pozycję. Załogę jachtu Anitra tworzyli również Niels Hansen, Hans Tholstrup, Carl Berntsen, Vagn Kastrup i Niels Schibbye.